# Rošci
Rošci (Servisch cyrillisch Рошци) is een plaats in de Servische gemeente Čačak. De plaats telt 489 inwoners (2002).